# 劉崇 (漢)
劉 崇（りゅう すう、? - 6年）は、前漢末期の人物。前漢の宗族で、安衆侯に封じられていた。王莽が、前漢の実権を握ったため、危機を感じ、反乱を起こしたが敗れて死んだ。

## 生涯
漢の安衆康侯劉丹（景帝の子の長沙定王劉発の子）の六世の孫であり、漢の宗室の一人であった。生後、安衆侯の爵位を継いだ。
当時、朝廷では外戚の王莽が国政の実権を掌握しており、そうした情勢の中で元始5年（5年）12月、当時の漢の皇帝であって平帝が死去すると、後継ぎがおらず近しい血統の男児も途絶えてしまっていたため、4代前の皇帝であった宣帝の玄孫であり、広戚侯劉顕の子で当時わずか2歳であった劉嬰が、次の皇帝に選ばれる事となった。しかし同月のうちに「井戸をさらったところ、『告安漢公莽為皇帝（安漢公王莽に告ぐ。皇帝になるように）』と記された石が出てきた」との報せが届き、他の群臣らも王莽に阿った結果、王莽は皇帝の政務や祭事を代行する事となり、祭事の際は「仮皇帝」、民衆や群臣に対しては「摂皇帝」と称し、劉嬰は「孺子」と号され皇太子に据え置かれる事となっていた。
こうした事態に際し世間では、王莽が帝位の簒奪を実行するのではないかとの懸念が徐々に生じるようになった。漢の宗室の一人であった劉崇もこの所業に危惧を抱き、挙兵して王莽を討伐する事を計画した。同年4月、劉崇は「安漢公王莽は朝政を専断し、天下の者は王莽を間違ったものとしながらも、敢えて先んじて挙兵するものはいない。これは宗室の恥である。私が宗族を率いて先んじれば、天下のものは必ず行動を共にするであろう」と宣言し、領地の安衆侯国（南陽郡の侯国）において決起した。劉崇は国相（貴族の領地における宰相）の張紹（漢の宣帝に仕えた張敞の孫にあたる人物）ら従者100余人とともに、南陽郡の宛県へと侵攻したが、侵入する前に阻まれて敗北してしまった。

### 反乱の余波
劉崇の族父にあたる劉嘉と張紹の従弟である張竦は、長安に来て、みずから降伏してきた。二人は王莽から罪を許された。張竦は劉嘉のために、上奏文を代筆した。その内容は、王莽が漢室のために尽くしてことについて褒め上げ、王莽に反した劉崇の罪をとがめ、劉崇の宮室を古来の反逆者と同じように、水たまりにすべきであると述べるものであった。
王莽は、張竦の書いた劉嘉の上奏文を読んで大変喜んだ。公卿たちは「全て劉嘉の言葉通りにするのがよろしいでしょう」と上奏した。王莽は太皇太后の王政君を通して、「劉嘉の父子兄弟は、劉崇と同族であるにもかかわらず、私情を捨て、劉崇の謀反の萌芽が見えると、相次いで劉崇を告発した。禍が起こると、ともにこれを仇としたのは、古制と合致し、忠孝はよくあらわれている。劉嘉に千戸を封じて、（列侯である）帥礼侯とし、その子に7人にみな、関内侯の爵位を与えるように」との詔をくださせた。張竦もまた、列侯である淑徳侯に封じられた。
長安の人々は「（列侯に）封じられようと願えば、張伯松（張竦のこと。伯松は張竦の字）のところへ。力を尽くして戦っても、奏上が上手なのにかなわない」と語り合った。王莽は、また、南陽郡の官吏や民で功績のあった人物、100人余りを封じた。
劉崇の宮室は、水たまりとされ、その後、王莽に謀反を起こしたものの邸宅は全て、水たまりとされるようになった。
群臣たちはまた「劉崇が謀反を起こしたのは、王莽の権威が軽いためです。もっと尊び重んじて、海内（天下）を鎮めいただきますように」と上奏してきた。
同年5月、太皇太后の王政君は詔を下し、王莽は朝廷で王政君と会う時に（いままでのように「摂皇帝」とせずに）「仮皇帝」と称するようになった。
列侯に封じられた、張竦は太守に任じられた。張竦は博学で文章が美しいことは、祖父の張敞に勝っていたが、政治能力は及ばなかった。張竦の死後、張敞の後継はいなくなっている。